# Jeanne Faivre d'Arcier
Pour les articles homonymes, voir Faivre et Faivre d'Arcier.
Œuvres principales
- Rouge Flamenco (1993)
- La Déesse écarlate (1997)
- Le Dernier Vampire (2012)
- Les Yeux de cendre (2006)

Jeanne Faivre d’Arcier, née le 31 août 1950 à Paris, est une romancière française.

## Biographie
Jeanne Faivre d’Arcier, originaire de Paris à Pigalle, est une auteure de romans noirs, comédies policières et de polars jeunesse lesquels se déroulent le plus souvent autour de Bordeaux et du Bassin d'Arcachon où elle a élu domicile, au Cap-Ferret.
Elle a sillonné le monde arabo-musulman, visité des pays aujourd’hui difficiles d’accès ou fermés au tourisme (Syrie, Irak, Yémen, Afghanistan…) mais aussi l'Inde et l'Asie du Sud Est. La découverte d’autres cultures a fortement imprégné son œuvre. Elle a ainsi écrit La Brûlure du Péché, biographie romancée de la Oum Kalsoum de Tunis, Habiba Messika, une chanteuse et comédienne juive brûlée vive en 1930 par un amant qu’elle avait éconduit. La rédaction de cet ouvrage a impliqué des recherches poussées sur le théâtre arabe, la musique arabo-andalouse et la place des artistes juifs dans le monde musulman.
Elle se consacre désormais à l'écriture de romans noirs et de polars jeunesse si bien qu'aujourd'hui elle anime régulièrement des ateliers d'écriture avec des enfants.
Jeanne Faivre d'Arcier est sociétaire de la société des gens de lettres. Elle appartient aussi à l'Académie du Bassin d'Arcachon.

## Œuvre littéraire
Jeanne Faivre d’Arcier a écrit au cours des années quatre-vingt-dix les deux premiers tomes d’une trilogie sur les vampires qui lui valent d’être comparée à Anne Rice,. Carmilla, l’héroïne de Rouge Flamenco, est transformée en vampire dans un bordel d’Alger vers 1840, puis, en clin d’œil au Carmen de Mérimée et à l’Opéra de Bizet, devient une star du Flamenco à Séville et une créature fatale qui déchaîne les passions, sur la scène comme à la ville.
Le deuxième volet, La Déesse écarlate, est consacré à l’Inde et détourne les grands mythes hindouistes : le personnage central du roman, Mâra, mot qui signifie le tueur en sanskrit, est la mère des vampires indiens et l’équivalent de Kâlî, la déesse de la mort et des charniers, dans l’univers vampirique.
Le troisième opus, Le Dernier Vampire a été rédigé après une parenthèse de douze ans au cours de laquelle Jeanne Faivre d’Arcier s’est surtout consacrée au roman noir. Ce livre mixe les codes du polar avec ceux de la littérature fantastique. Il se déroule à Paris et Bordeaux pendant la Terreur et à l’époque actuelle ; il joue sur la mémoire du vampire, témoin privilégié des épisodes les plus tragiques de la Révolution Française. Le Dernier Vampire est sorti chez Bragelonne. Rouge Flamenco, livre culte qui a fait l'objet de cinq éditions différentes, a été traduit en allemand sous le titre de Tanz des Blutes. Rouge Flamenco et la Déesse Écarlate ont été republiés en 2013 par Bragelonne dans une nouvelle édition entièrement revue et corrigée. Le titre de cet opus est L"Opéra macabre. Ce livre a été traduit en deux tomes en allemand par l'éditeur Heyne sous les titres de Tanz den Blutes  et Götting der Nach.
Jeanne Faivre d’Arcier aborde le polar en 2001 avec L’Ange Blanc s’habille en noir, un texte qui mêle l’univers branché et clinquant de la pub à celui, plus souterrain, des afficionados du sado-masochisme. Elle récidive avec Les Yeux de cendre et Les Passagers du Roi de Rome, deux romans qui se passent au Cap Ferret et dans lesquels l'auteur décrit avec humour les mœurs locales. Elle publie en 2017 aux éditions Milady Les Encombrants, un ouvrage très noir qui se déroule à Pigalle et met en scène les oiseaux de nuit et les vrais rapaces qui se croisent dans ce quartier. En avril 2021 a été publié aux éditions de la Geste dans la collection Geste Noir Meurtres sur Garonne - Cristal Noir, un polar qui a Bordeaux pour cadre et relate une histoire passionnelle entre deux hommes sur fond de meurtres dans les milieux gays. 
En 2023, elle publie chez le même éditeur dans la collection Moissons noires Capucine mène la danse, dentelles, cercueil et thé au jasmin, une comédie policière relatant, de Montmartre au bassin d’Arcachon, les mésaventures de trois héroïnes déjantées qui se fourvoient dans des cercles de  poker clandestins, où sévissent des tueurs et des dealers, et des instituts de beauté dirigés à la schlague par des affairistes louches. 
Jeanne Faivre d’Arcier, en littérature jeunesse, a écrit huit romans policiers pour les 9/12 ans chez Syros dans la collection Souris Noire dont cinq ont pour cadre le bassin d’Arcachon,.
Le huitième Enquête à Bordeaux, le fantôme du palais Gallien a été publié par Syros en mars 2024. Il poursuit une seconde série de livres pour les enfants qui a Bordeaux pour cadre. Ces livres valent à Jeanne Faivre d’Arcier d'intervenir fréquemment en milieu scolaire pour des rencontres ou pour animer des ateliers d’écriture policière,,. 
Une série polar, fantastique et histoire en deux tomes se déroulant à Bordeaux avec des jumeaux télépathes qui font des voyages dans le temps, un chien de guerre géant de 140 kg et un vampire qui va se révéler être le Prince Noir, un des grands combattants de la guerre de Cent Ans côté anglais a été publiée par Castelmore en 2016 et 2017,.

## Publications

### Romans
- La Ceinture, Flammarion, 1980  (ISBN 978-2080642462)Sous le nom de Jeanne Rusca
- Rouge flamenco, biographie d'une vampire, Manya, 1993  (ISBN 978-2878960785)Réédition aux éditions Pocket coll. « Terreur » no 9127 en 1995 (ISBN 978-2-266-06144-5)
- La Déesse écarlate, Pocket, coll. « Terreur » no 9183, 1997  (ISBN 978-2266077064)
- Habiba Messika, la brûlure du péché, Belfond, 1997  (ISBN 9782714435477)
- L'ange blanc s'habille en noir, L'Atalante, 2001  (ISBN 284172168X)
- Gengis Khan et le loup bleu, L'Atalante, 2003  (ISBN 2-84172-233-3)
- Les Passagers du roi de Rome, Éditions du Rocher, 2009  (ISBN 978-2-268-06768-1)
- Le Dernier Vampire, Bragelonne, 2012  (ISBN 978-2-35294-545-1)
- L'Opéra macabre, Bragelonne, 2013  (ISBN 978-2-35294-691-5)
- Chroniques du Cap Ferret et de l’autre côté de l’eau, Vents Salés, 2015  (ISBN 978-2-35452-121-9)
- Les Encombrant, Milady, coll. « Thriller », 2017  (ISBN 978-2-8112-0694-9)
- Chroniques du Cap Ferret (réédition), La Geste, 2022  (ISBN 979-10-353-1660-0)
- Crime à Bordeaux - Cristal Noir, La Geste, coll. « Geste noir », 2024  (ISBN 979-10-353-2265-6)
- Capucine mène la danse, dentelles cercueil et thé au jasmin, La Geste, coll. « Moissons Noires », 2023  (ISBN 978-2384-3626-53)
- Une étrange affaire sur le bassin - Les Yeux de Cendre, La Geste, coll. « Geste noir », 2025  (ISBN 979-10-353-2602-9)

### Jeunesse
- La Belle et les Clochards, Syros, coll. « Souris noire », 2004  (ISBN 978-2-74-850281-7)
- Nuit d'angoisse à l'île aux oiseaux, Syros, coll. « Souris noire », 2008  (ISBN 978-2-74-850639-6)
- Traque sur la presqu'île, Syros, coll. « Souris noire », 2011  (ISBN 978-2-74-851145-1)
- Le Secret des cabanes tchanquées, Syros, coll. « Souris noire », 2013  (ISBN 978-2-7485-1423-0)
- Mystérieuse Disparition au banc d’Arguin, Syros, coll. « Souris noire », 2016  (ISBN 978-2-74-852098-9)
- Le Vampire de Bacalan, Castelmore, 2016  (ISBN 978-2-36231-189-5)
- Les Disparus du pont de pierre, Castelmore, 2017  (ISBN 978-2-36231-323-3)
- Tempête au Cap Ferret, Syros, coll. « Souris noire », 2020  (ISBN 978-2-74-852670-7)
- Enquête à Bordeaux - L’Inconnu du Jardin Public, Syros, coll. « Souris noire », 2022  (ISBN 978-2-74-853064-3)
- Enquête à Bordeaux - Le fantôme du palais Gallien, Syros, coll. "Souris noire", 2024  (ISBN 978-2-74-853734-5)

### Nouvelles
- Faustina, 1999in De sang et d'encre, revue Naturellement  (ISBN 2-910370-70-4)
- Monsieur Boum-Boum, 2000in Cosmic Erotica, éditions J'ai lu, coll. « Millénaires »  (ISBN 978-2290300657)
- L'Écume de l'espoir, 2001in Utopiae 2001, fin de l'odyssée ?, éditions L'Atalante (ISBN 2-84172-191-4)
- Yaksini, 2001in Douces ou Cruelles, éditions Fleuve noir (ISBN 2-265-07158-7)
- N'oublie pas les nuits du Caire, 2001in Momies, Éditions de l'Oxymore, coll. « Emblèmes »  (ISBN 2-913939-11-2)
- Maktaris Hôtel, 2002in Bleu, Blanc, Sang, éditions Fleuve noir (ISBN 978-2265072398)
- Sur le bitume, 2003in Histoires à coucher dehors, Éditions Julliard en coédition avec le DAL  (ISBN 978-2-26-001646-5)
- L'Alchimie des soupirs, 2004in Le sang des écrivains, éditions A Contrario  (ISBN 978-2-75-340008-5)
- La Mouche bleue, 2005in Baisers de sang, éditions Les Belles Lettres (ISBN 2-251-49162-7)
- Le Miel et les Larmes, 2005in Histoires d'Orient, éditions Sortilèges  (ISBN 2-251-49163-5)
- Le Lémurien qui dansait des claquettes, 2006in Lunatique, éditions Eons, volume 72  (ISBN 2-7544-0300-0)
- Les Trompettes de l'archange, 2006in Fantômes du Jazz, éditions Les Belles Lettres (ISBN 2-251-49166-X)
- Amour, 2020in La Nouvelle du lendemain, anthologie numérique organisée pendant le confinement par la Ligue de l’Imaginaire, le festival Lisle noir et Cultura[17]

## Distinctions
Jeanne Faivre d’Arcier a obtenu le prix Ozone en 1998 pour La Déesse écarlate et le grand prix de l'Imaginaire en 2001 dans la catégorie nouvelles pour Monsieur Boum-Boum, un texte publié dans l’anthologie Cosmica Erotica présentée par Jean-Marc Ligny (collection Millénaires chez J'ai lu). Elle a reçu le prix de la nouvelle au festival de littérature de Blaye en décembre 2015 et le prix des lecteurs pour l’ensemble de son œuvre au Festival Thriller à Gujan Mestras, en octobre 2016. 